# Kepler-238
Kepler-238 is een ster in het sterrenbeeld Lier (Lyra). De ster is van het type G en heeft vijf bevestigde exoplaneten. De ster is ongeveer even groot als de Zon en ligt op een afstand van 6190 lichtjaar. 

## Planetenstelsel
Het planetenstelsel van de ster werd ontdekt door de Kepler-ruimtetelescoop van NASA en bevestigd in 2014. Toen werden de vijf exoplaneten bevestigd door middel van transitiefotometrie.
| Planeet | Massa       | Halve lange as (AE) | Omlooptijd (dagen) | Excentriciteit | Straal   |
| ------- | ----------- | ------------------- | ------------------ | -------------- | -------- |
| b       | 0,013787 MJ | 0,0034              | 2,09               | —              | 0,154 RJ |
| c       | 0,018641 MJ | 0,069               | 6,16               | —              | 0,213 RJ |
| d       | 0,023560 MJ | 0,115               | 13,23              | —              | 0,274 RJ |
| e       | 0,626 MJ    | —                   | 23,65              | —              | 0,501 RJ |
| f       | 0,056 MJ    | —                   | 50,44              | —              | 0,179 RJ |